# Ингуши в Турции
Ингуши в Турции (ингуш. Туркий мехкара гӀалгӀай, тур. Türkiyeli İnguşlar) — часть ингушской диаспоры, возникшая в XIX веке в результате переселения с Кавказа в Османскую империю после окончания Кавказской войны. Точная численность неизвестна.

## Общие сведения
Ингуши, эмигрировавшие Турцию в различные периоды и представляющие нынешнюю ингушскую диаспору, прошли длительный процесс интеграции в турецкое общество. Они являются полноправными гражданами и вовлечены в культурную и политическую жизнь Турецкого государства. Абсолютно все владеют турецким языком. При этом духовная и культурная связь с Ингушетией не потеряна. Ингушским языком в основном владеют только представители старшего поколения, однако делаются попытки реализации программы по повышению уровня владения ингушским языком и среди молодёжи. Ингуши в Турции чтят и практикуют ингушские обычаи и традиции. По возможности стараются заключать браки с представителями ингушской диаспоры в Турции и странах Ближнего Востока, а также других кавказских диаспор. Многие потомки ингушских мухаджиров, переселившиеся в Турцию в XIX веке, хранят элементы ингушской национальной одежды и предметы быта. В настоящее время функционирует Ингушский культурный центр и этнографический музей, в котором представлены различные памятники (элементы) ингушской культуры и истории.

## История
Ингушская диаспора в Турции и странах Ближнего Востока уникальна тем, что она переселялась в Османскую империю не только в 1860-х годах, но и большими группами в последующие годы, особенно в правление Александра III. Несмотря на трудности эмиграции в отличие от другихнародов ингуши пользовались близостью транспортной артерии — Военно-Грузинкой дороги и Дарьяльского ущелья которые позволяли осуществить переселение в Турцию непроблематичным. По данным исследователя тюрколога Марем Ялхароевой очень большие группы ингушей эмигрировали в Порту в 1865, 1877, 1878, 1886, 1887, 1892, 1895, 1900, 1902, 1904, 1905, 1912 годах. 329 семей или около 2000 ингушей из 15 ингушских селений эмигрировало 1904 году.
После Кавказской войны в 1865 году часть ингушей совершили переселение (мухаджирство) в Османскую империю. Всего из Ингушетии, в частности из двух обществ (Карабулакский и Назрановский участки Ингушского округа) выселилось 1454 семьи (включая карабулаков — 1366 семей и назрановцев — 88 семей) (по другим данным — до 1500 семей карабулаков и 100 семей назрановцев). Потомки тех переселенцев образуют ингушские диаспоры в Турции, Иордании и Сирии. В этих странах многие ингуши были записаны под этнонимом черкесы.
Первые научные и этнографические исследования ингушской диаспоры в Турции и странах Ближнего Востока были проведены 1990-х годах ингушским учёным-филологом, тюркологом и журналисткой М. А. Ялхароевой.
В 2014 году в Турции прошли «Дни культуры Республики Ингушетия в Турецкой Республике». В совместном ингушско-турецком культурном проекте приняли участие представители Генерального консульства Российской Федерации в Стамбуле, Правительства Республики Ингушетия и ингушской диаспоры в Турции. В 2017 году при участии ингушской диаспоры Турция и Ингушетия подписали ряд соглашений об экономическом сотрудничестве.

## Известные представители диаспоры[15]
- Салих Полаткан (Хаматханов) — генерал армии, военный атташе в Югославии (1950—1952 гг.);
- Салим Полоткан (Хаматханов) — турецкий офицер, спортсмен, чемпион Центральной Европы, участник летних Олимпийских игр 1936 года в Берлине;
- Сулейман Сырр Койдемир (Бештоев) — турецкий государственный деятель, первый мэр г. Бейшехир;
- Хасан-Басри Геккая (Беков) — турецкий журналист, главный редактор газеты «Мерам»;
- Экрем Геккая (Беков) — турецкий киноактёр;
- Атила Тачой (Точиев) — доктор медицинских наук;
- Ферди Айдамир (Тумгоев) — турецкий писатель.
- Мекки Шариф Баштав (тур. Mekki Sherif Bashtav, ингуш. Бештой Макшериф) (род. 1913 год, в г. Бейшехир, провинция Конья, Турция — ум. в 2010 год, Турция) — ингушский и турецкий писатель, историк-медиевист и тюрколог.
- а также ряд представителей ингушской диаспоры, ставших героями Турции и удостоенных турецкой награды Медаль Истикляль[тур.] («Медаль Независимости» или «Медаль Свободы», тур. İstiklal Madalyası), среди которых Мехмет Кетей (Магомед Котиев), Абдул-Межид Койдемир (Бештоев), Исмаил Ташкой (Торшхоев) и др. Один из представленных к награде — Осман Тимурзиев, отказался от медали в связи с тяжёлым экономическим положением Турции (медаль была из чистого золота).